# Alberta Highway 35
Der Alberta Highway 35 befindet sich im Nordwesten der Provinz, er hat auch den Beinamen Mackenzie Highway. Der Highway ist auf seiner gesamten Länge Bestandteil des National Highway Systems Kanadas, er wird hier als Core Route geführt. Seine Länge beträgt 465 km.

## Streckenverlauf
Der Mackenzie Highway beginnt als Abzweig von Highway 2 nördlich von Grimshaw. Er führt weitgehend in nördlicher Richtung und erschließt den Nordwesten der Provinz Alberta, einer Landschaft die mehrheitlich von Wäldern geprägt ist. Der Highway führt durch zwei größere Orte, Manning und High Level. Dort kreuzt auch Highway 58, der zum Wood Buffalo National Park führt. Der Highway endet an der Grenze zu den Nordwest-Territorien und führt von dort aus weiter nach Yellowknife.